# Djibo Leyti Kâ
Djibo Leyti (Leïty) Kâ (* 21. Februar 1948 in Linguère, Region Louga; † 14. September 2017 in Dakar, Senegal) war ein senegalesischer Politiker der Parti Socialiste du Sénégal (PS) sowie später der Union pour le renouveau démocratique (URD), der mehrmals Minister sowie 2000 Präsidentschaftskandidat der URD war.

## Leben
Kâ war zunächst Mitglied der Parti Socialiste du Sénégal (PS) und wurde nach dem Amtsantritt von Präsident Abdou Diouf am 1. Januar 1981 zum Minister für Information und Telekommunikation (Ministre de l’Information et des Télécommunications) berufen. Er bekleidete dieses Amt in den Regierungen der Premierminister Habib Thiam sowie Moustapha Niasse und der darauf folgenden Präsidialregierung von Abdou Diouf nach Abschaffung des Amtes des Premierministers am vom 29. April 1983 bis 1988. In der Präsidialregierung fungierte er anschließend von 1988 bis 1990 als Minister für Planung und Zusammenarbeit (Ministre du Plan et de la coopération) sowie zwischen 1990 und 1991 als Minister für nationale Bildung (Ministre de l’Éducation nationale). Nachdem Habib Thiam am 8. April 1991 wieder das Amt des Premierministers übernommen hatte, löste er Seydina Oumar Sy als Außenminister (Ministre des Affaires étrangères) ab und übte dieses Amt bis zu seiner Ablösung durch Moustapha Niasse 1993 aus. Er selbst übernahm daraufhin zwischen 1993 und 1995 das Amt des Innenministers (Ministre de l’Intérieur).
Kâ, der zeitweise als möglicher Nachfolger von Präsident Diouf betrachtet wurde, wurde 1996 aus der Parti Socialiste ausgeschlossen und gründete die Union pour le renouveau démocratique (URD), die bei den Wahlen zur Nationalversammlung (Assemblée nationale du Sénégal) 1998 elf der 150 Sitze gewann. Bei der Präsidentschaftswahl 2000 erreichte er in der 27. Februar mit 118.484 Stimmen (7,08 Prozent) nach Abdou Diouf von der Parti Socialiste du Sénégal (690.917 Stimmen, 41,3 Prozent), Abdoulaye Wade von Parti Démocratique Sénégalais (518.740 Stimmen, 31,01 Prozent) sowie Moustapha Niasse von der Alliance des forces de progrès (280.538 Stimmen, 16,77 Prozent) den vierten Platz. Er verpasste somit deutlich die Stichwahl am 19. März 2000, in der Wade sich mit 969.332 Stimmen (58,49 Prozent) deutlich gegen Amtsinhaber Diouf durchsetzen konnte, auf den 687.969 Stimmen (41,51 Prozent) entfielen.
Während der Amtszeit von Präsident Wade übernahm Kâ im Kabinett von Premierminister Macky Sall zwischen 2004 und 2007 den Posten als Minister für Meereswirtschaft (Ministre de l'Économie maritime). In den darauf folgenden Regierungen der Premierminister Cheikh Hadjibou Soumaré und Souleymane Ndéné Ndiaye fungierte er anschließend von 2007 bis 2012 als Staatsminister (Ministre d’État) sowie Minister für Umwelt, Naturschutz, Rückhaltebecken und natürliche Seen (Ministre de l’Environnement, de la Protection de la Nature, des Bassins de rétention et des Lacs artificiels). Als solcher nahm er 2009 an den Trauerfeierlichkeiten für den ehemaligen langjährigen Präsidenten der Nationalversammlung Daouda Sow teil.